# Cerataspis
Cerataspis is een geslacht van kreeftachtigen uit de klasse van de Malacostraca (hogere kreeftachtigen).

## Soorten
- Cerataspis coruscans (Wood-Mason in Wood-Mason & Alcock, 1891)
- Cerataspis monstruosus Gray, 1828